# St. Marien (Ziethen bei Anklam)

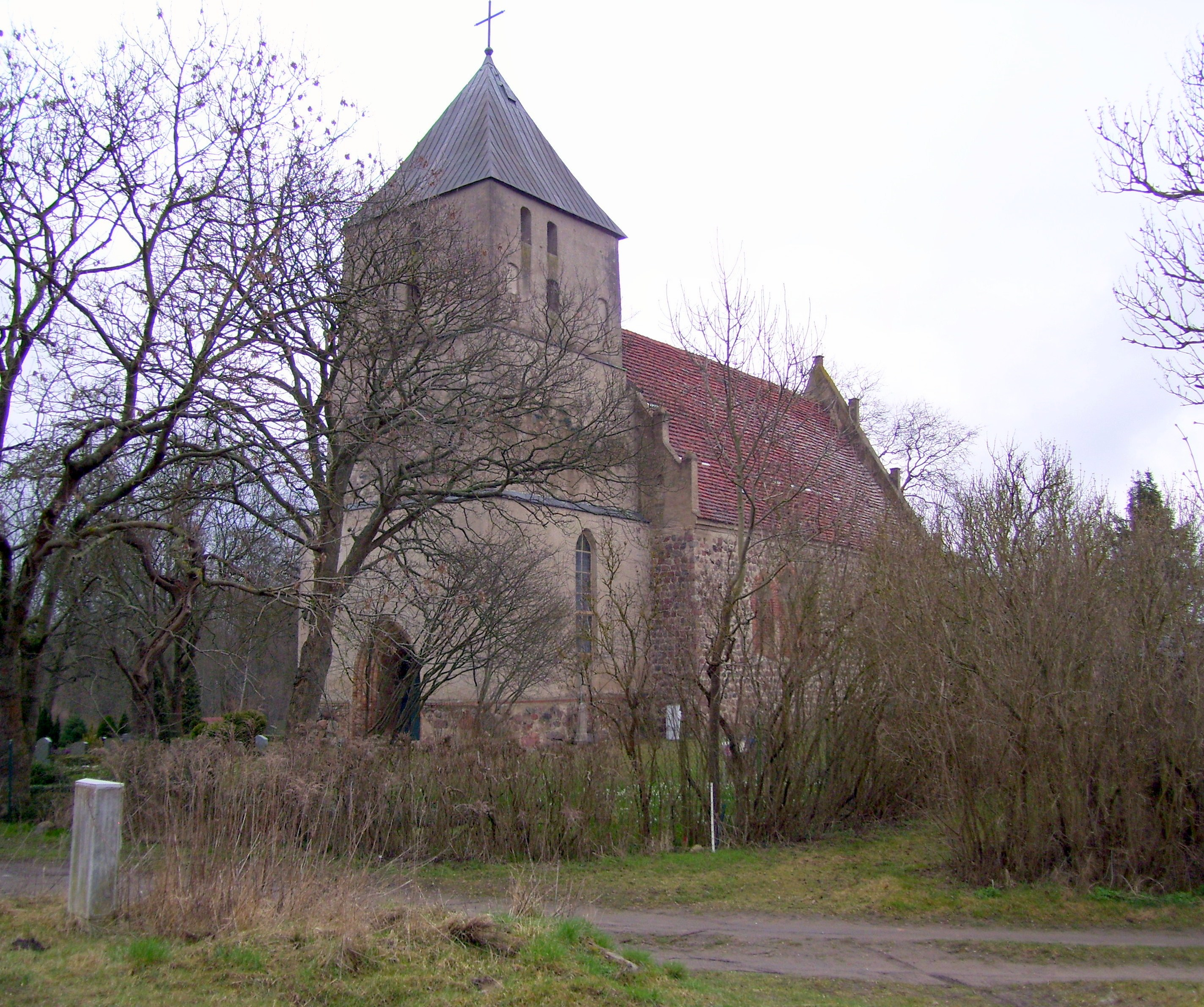
Kirche St. Marien in Ziethen

Die evangelische Kirche St. Marien ist eine Feldsteinkirche aus dem 13. Jahrhundert in Ziethen im Landkreis Vorpommern-Greifswald. Die Kirchengemeinde Ziethen gehört zur Propstei Demmin im Pommerschen Evangelischen Kirchenkreis der Evangelisch-Lutherischen Kirche in Norddeutschland. Bis 2012 gehörte sie zum Kirchenkreis Greifswald der Pommerschen Evangelischen Kirche.

## Lage
Durch Ziethen verläuft die Bundesstraße 109 von Nordwesten kommend in Richtung Südosten durch den Ort. Etwa in der Mitte des historischen Dorfzentrums liegt die Kirche auf einer leicht erhöhten Fläche südlich der Bundesstraße, die mit einer Mauer aus behauenen und wenig lagig geschichteten Feldsteinen eingefriedet ist.

## Geschichte
Die Kirchweihe des Sakralbaus ist aus dem Jahr 1257 überliefert. Im 15. Jahrhundert wurde das Bauwerk um den Westturm ergänzt; zu einem späteren Zeitpunkt kamen die oberen Geschosse hinzu. 1830 stürzte der Chor ein und wurde abgebrochen. 1937 wechselte die Kirchengemeinde die Ausstattung fast vollständig aus.

## Baubeschreibung

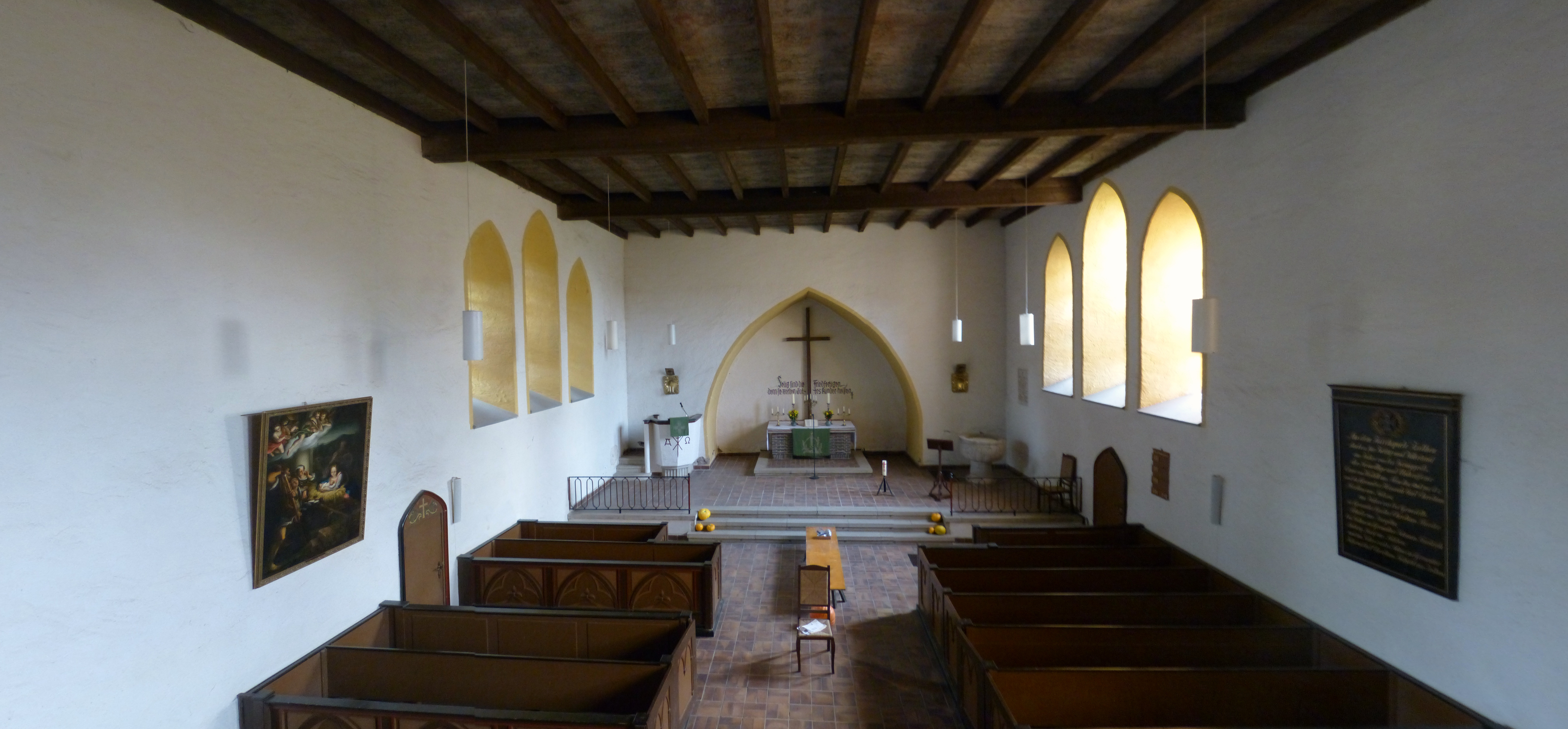
Blick von der Empore zum Altar

Das Bauwerk wurde aus Feldsteinen errichtet, die sauber behauen und lagig geschichtet wurden. Über die ursprüngliche Form des Chors existieren bislang keine Dokumente. An der Ostseite des Kirchenschiffs ist der spitzbogenförmige Triumphbogen erhalten geblieben, der zugesetzt ist. Im darüberliegenden, gestuften Giebel mit Fialen ist eine kleine, segmentbogenförmige Öffnung.
An der südlichen Wand des Kirchenschiffs sind je zwei Gruppen mit drei gekuppelten Lanzettfenstern, von denen das mittlere jeweils überhöht ist. Die Laibungen wurden mit rötlichen Mauersteinen erstellt, die teilweise verputzt sind. Unterhalb der östlichen Gruppe ist eine kleine, bienenkorbförmige Pforte. Die Nordseite ist ähnlich aufgebaut, jedoch ist an Stelle der kleinen Pforte dort eine zugesetzte, spitzbogenförmige Priesterpforte, in die ein Epitaph gestellt wurde. Zwischen den beiden Fenstergruppen ist eine Sakristei mit einem rechteckigen Grundriss und einem geschweiften Giebel. Sakristei und Kirchenschiff sind mit einem schlichten Satteldach ausgestattet.
Der Kirchturm fußt auf einem Sockel aus unbehauenen und nicht lagig geschichteten Feldsteinen. Er hat einen quadratischen Grundriss und ist eingezogen. Der Zutritt erfolgt von Westen her über ein fünffach getrepptes Portal aus rötlichem Mauerstein. Die beiden darüberliegenden Geschosse sind leicht eingezogen und ebenfalls verputzt. Im Turmgeschoss sind im unteren Bereich an jeder Seite drei zum Teil als Blenden ausgeführte, segmentbogenförmige Öffnungen, darüber zwei Klangarkaden an der Nord- und Südseite sowie je eine an der Westseite. Der Turm schließt mit einem Pyramidendach mit Kupferdeckung und Kreuz ab.

## Ausstattung

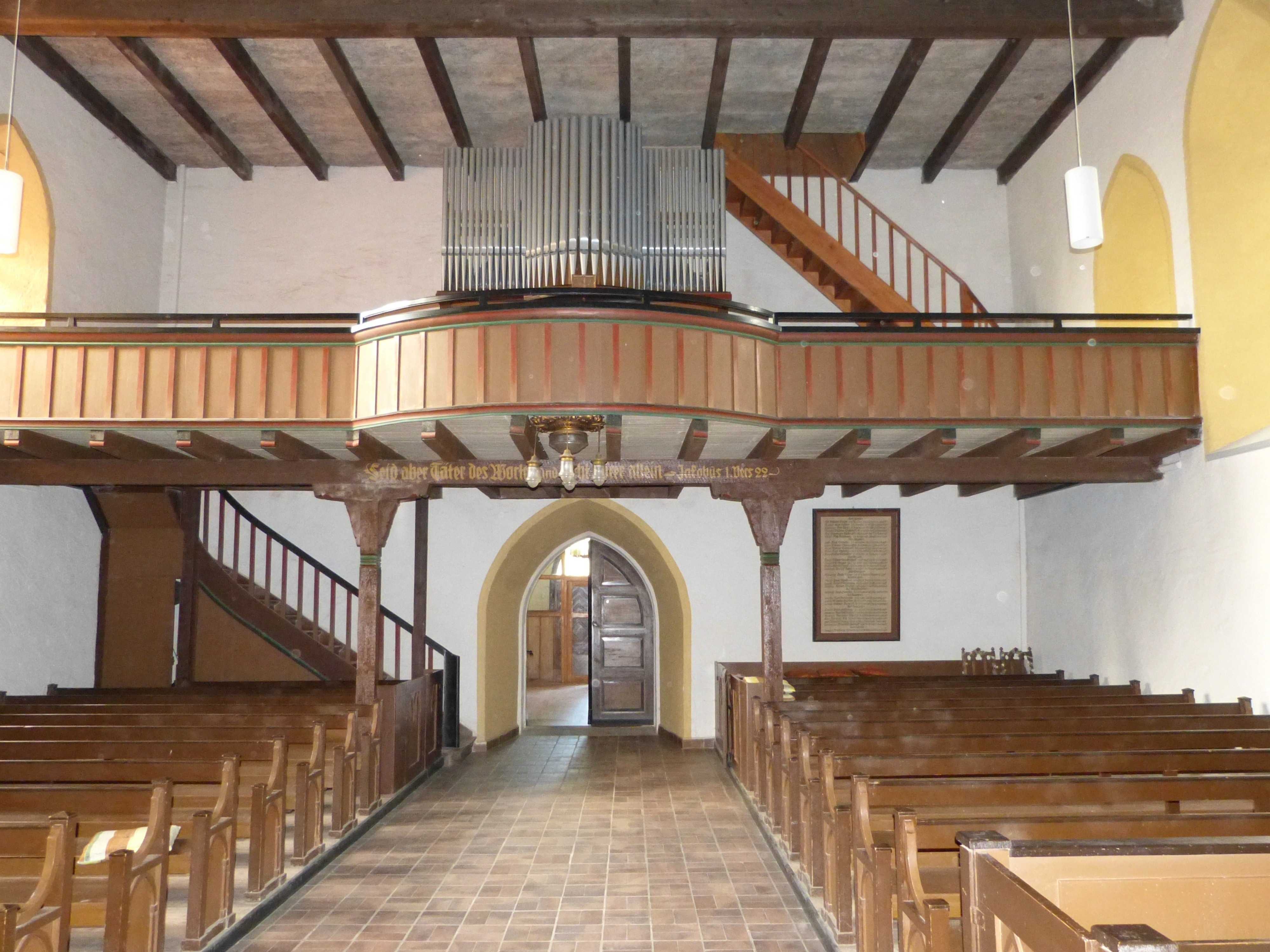
Orgelempore

Das flachgedeckte Kirchenschiff hatte ursprünglich wohl ein Gewölbe. Ein Triumphbogen, Teil des früheren Chores, rahmt die Altarnische ein. Nach Plänen des Architekten Ostermeyer aus Stettin wurde das Innere 1937 komplett umgebaut. Aus dieser Zeit stammen der Altar aus Mauerstein, Kanzel und Empore sowie die Wappen der adligen Patronatsfamilien Owstin, Buggenhagen, Hertell, Schwerin und Lepel in den Fenstern.
Ein großer kelchförmiger, mit Fabelwesen verzierter Taufstein aus gotländischem Kalkstein aus der ersten Mitte des 13. Jahrhunderts ist das älteste Ausstattungsstück der Kirche. Das ehemalige Altarblatt aus dem Jahr 1860 ist eine Kopie von Antonio da Correggios Anbetung der Hirten. Das Gestühl aus dem 19. Jahrhundert wurde beim Umbau 1937 verändert.
Die Orgel wurde 1849 von Friedrich Nerlich aus Stralsund gebaut. 1937 wurden Orgel und Prospekt überarbeitet. Das Geläut besteht aus einer Glocke, die 1587 von Benedictus Hein gegossen wurde. Sie hat den Schlagton fis.